# Acritus mateui
Acritus mateui är en skalbaggsart som beskrevs av Yves Gomy 1988. Acritus mateui ingår i släktet Acritus och familjen stumpbaggar. Inga underarter finns listade i Catalogue of Life.